# Petite-Chaux
Petite-Chaux est une commune française située dans le département du Doubs, la région culturelle et historique de Franche-Comté et la région administrative Bourgogne-Franche-Comté. 
Ses habitants se nomment les Petits-Chauliens et Petites-Chauliennes.

## Géographie
Le village est installé dans la vallée du Cébriot, affluent rive gauche du Doubs.

### Toponymie
La Petite-Chaux-Sous-Mothe en 1750.

### Communes limitrophes

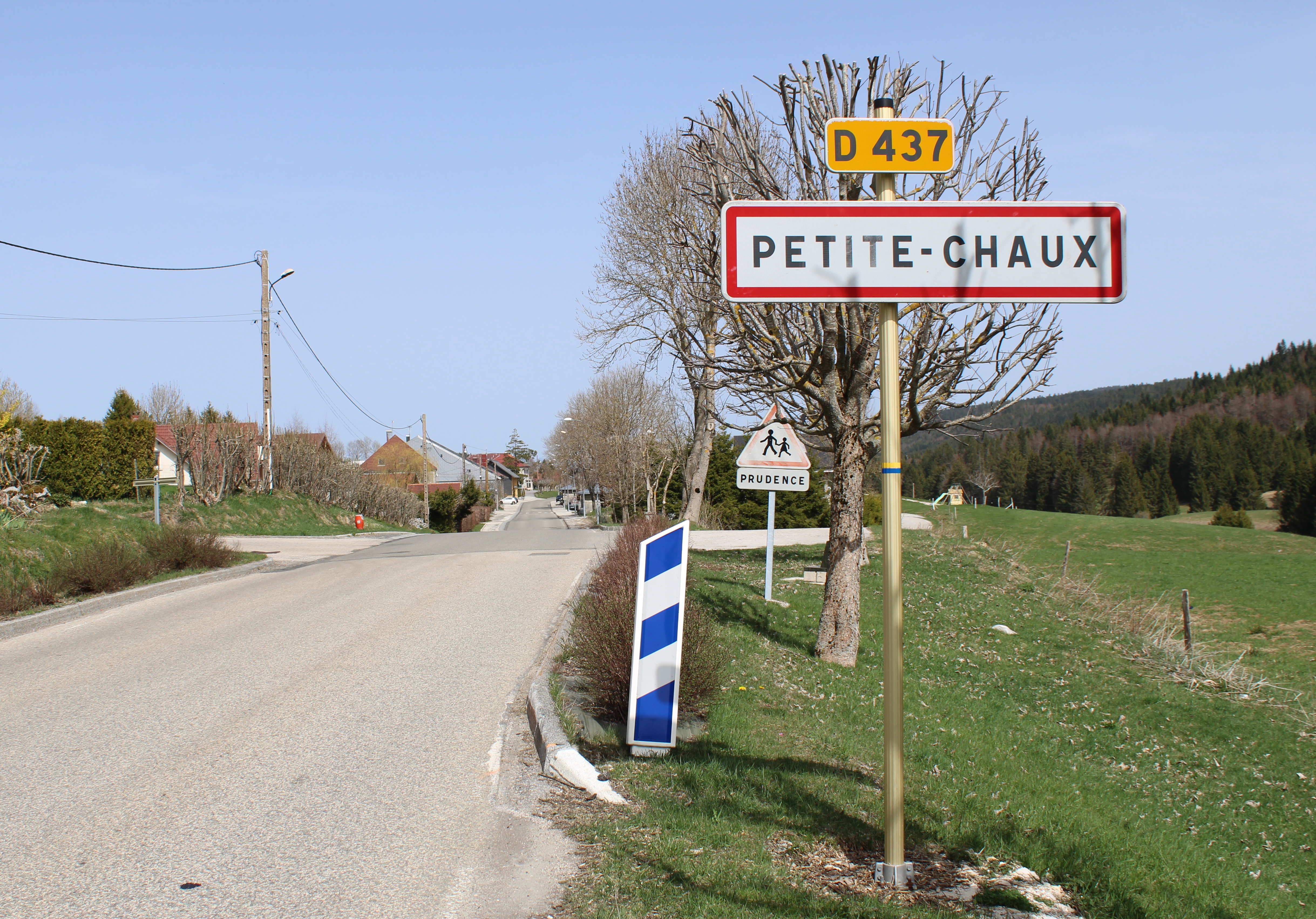
Entrée du village.
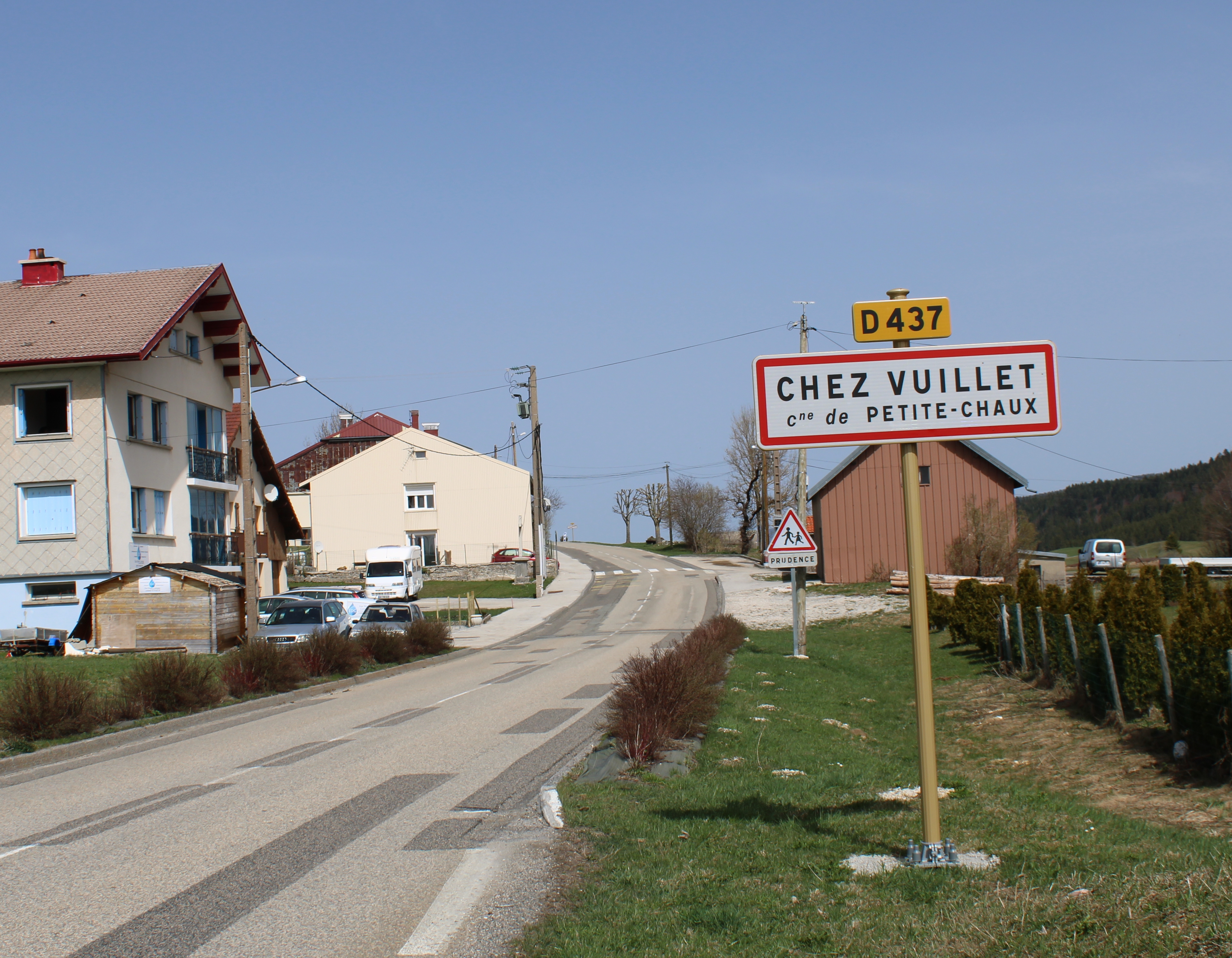
Le hameau de Chez Vuillet situé sur la route de Chaux-Neuve.

### Climat
Pour des articles plus généraux, voir Climat de la Bourgogne-Franche-Comté et Climat du Doubs.
En 2010, le climat de la commune est de type climat de montagne, selon une étude du Centre national de la recherche scientifique s'appuyant sur une série de données couvrant la période 1971-2000. En 2020, Météo-France publie une typologie des climats de la France métropolitaine dans laquelle la commune est exposée à un climat de montagne ou de marges de montagne et est dans la région climatique  Jura, caractérisée par une forte pluviométrie en toutes saisons (1 000 à 1 500 mm/an), des hivers rigoureux et un ensoleillement médiocre. 
Pour la période 1971-2000, la température annuelle moyenne est de 6,8 °C, avec une amplitude thermique annuelle de 16,2 °C. Le cumul annuel moyen de précipitations est de 1 760 mm, avec 13,3 jours de précipitations en janvier et 10,9 jours en juillet. Pour la période 1991-2020, la température moyenne annuelle observée sur la station météorologique de Météo-France la plus proche, « Mouthe », sur la commune de Mouthe à 3 km à vol d'oiseau, est de 6,9 °C et le cumul annuel moyen de précipitations est de 1 677,4 mm. 
La température maximale relevée sur cette station est de 36 °C, atteinte le 1er juillet 1952 ; la température minimale est de −36,7 °C, atteinte le 13 janvier 1968,,. 
Les paramètres climatiques de la commune ont été estimés pour le milieu du siècle (2041-2070) selon différents scénarios d'émission de gaz à effet de serre à partir des nouvelles projections climatiques de référence DRIAS-2020. Ils sont consultables sur un site dédié publié par Météo-France en novembre 2022.

## Urbanisme

### Typologie
Au 1er janvier 2024, Petite-Chaux est catégorisée commune rurale à habitat très dispersé, selon la nouvelle grille communale de densité à 7 niveaux définie par l'Insee en 2022.
Elle est située hors unité urbaine et hors attraction des villes,.

### Occupation des sols
L'occupation des sols de la commune, telle qu'elle ressort de la base de données européenne d’occupation biophysique des sols Corine Land Cover (CLC), est marquée par l'importance des forêts et milieux semi-naturels (76,4 % en 2018), en diminution par rapport à 1990 (77,6 %). La répartition détaillée en 2018 est la suivante : 
forêts (66,5 %), zones agricoles hétérogènes (17,9 %), milieux à végétation arbustive et/ou herbacée (9,9 %), prairies (5,7 %). L'évolution de l’occupation des sols de la commune et de ses infrastructures peut être observée sur les différentes représentations cartographiques du territoire : la carte de Cassini (XVIIIe siècle), la carte d'état-major (1820-1866) et les cartes ou photos aériennes de l'IGN pour la période actuelle (1950 à aujourd'hui).

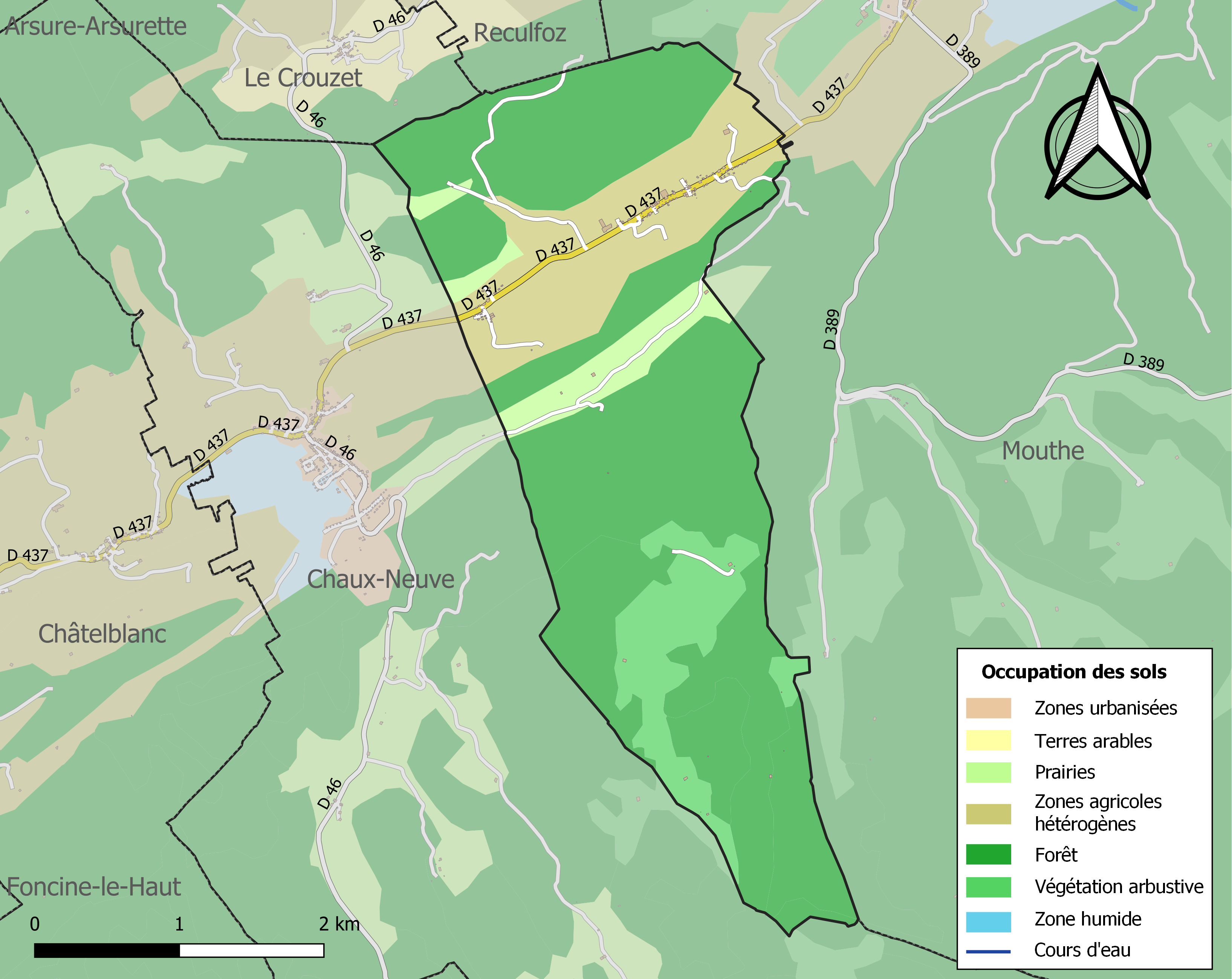
Carte des infrastructures et de l'occupation des sols de la commune en 2018 (CLC).

## Histoire

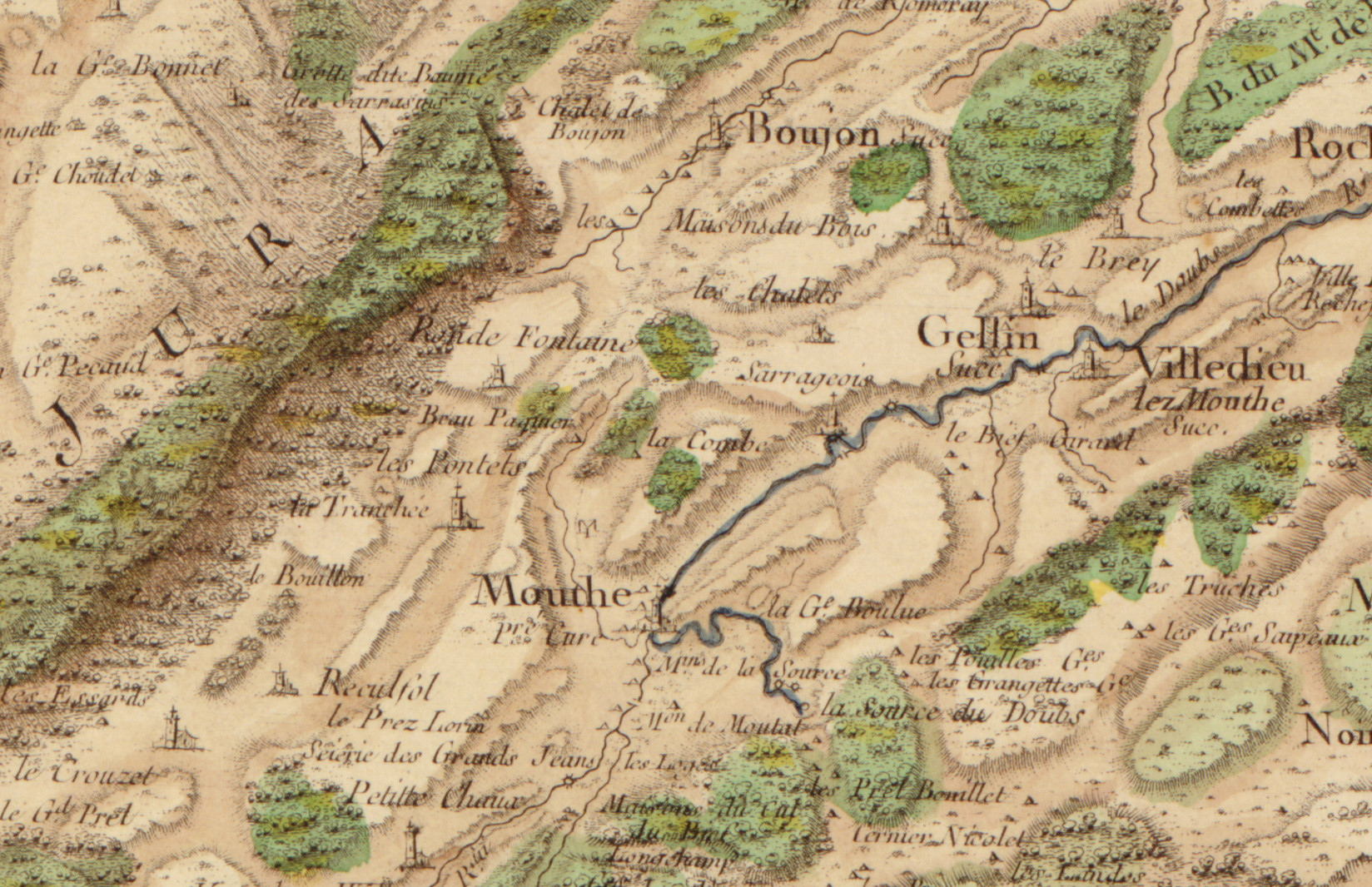
Carte de Cassini.

## Politique et administration
| Période                                  | Période   | Identité            | Étiquette | Qualité                    |
| ---------------------------------------- | --------- | ------------------- | --------- | -------------------------- |
| avant 1988                               | 1989      | Pierre Villet       |           |                            |
| 1989                                     | ?         | Hugues Todeschini   | DVD       |                            |
| 1995                                     | 2002 ?    | Michel Morland      |           |                            |
| octobre 2007                             | mars 2008 | Carole Maréchal     |           |                            |
| mars 2008                                | mars 2014 | Hugues Todeschini   | DVD       | Maire dans les années 1990 |
| mars 2014                                | mai 2020  | Pierre Roussel      | SE        | Retraité Fonction publique |
| mai 2020                                 | En cours  | Patricia Todeschini |           |                            |
| Les données manquantes sont à compléter. |           |                     |           |                            |

## Démographie
L'évolution du nombre d'habitants est connue à travers les recensements de la population effectués dans la commune depuis 1793. Pour les communes de moins de 10 000 habitants, une enquête de recensement portant sur toute la population est réalisée tous les cinq ans, les populations de référence des années intermédiaires étant quant à elles estimées par interpolation ou extrapolation. Pour la commune, le premier recensement exhaustif entrant dans le cadre du nouveau dispositif a été réalisé en 2006.

En 2022, la commune comptait 174 habitants, en évolution de +20 % par rapport à 2016 (Doubs : +1,88 %, France hors Mayotte : +2,11 %).
| 1793 | 1800 | 1806 | 1821 | 1831 | 1836 | 1841 | 1846 | 1851 |
| ---- | ---- | ---- | ---- | ---- | ---- | ---- | ---- | ---- |
| 134  | 218  | 185  | 246  | 258  | 259  | 250  | 226  | 231  |

| 1856 | 1861 | 1866 | 1872 | 1876 | 1881 | 1886 | 1891 | 1896 |
| ---- | ---- | ---- | ---- | ---- | ---- | ---- | ---- | ---- |
| 218  | 234  | 260  | 200  | 214  | 216  | 207  | 214  | 197  |

| 1901 | 1906 | 1911 | 1921 | 1926 | 1931 | 1936 | 1946 | 1954 |
| ---- | ---- | ---- | ---- | ---- | ---- | ---- | ---- | ---- |
| 204  | 178  | 171  | 130  | 130  | 120  | 126  | 127  | 149  |

| 1962 | 1968 | 1975 | 1982 | 1990 | 1999 | 2006 | 2011 | 2016 |
| ---- | ---- | ---- | ---- | ---- | ---- | ---- | ---- | ---- |
| 120  | 114  | 64   | 77   | 128  | 129  | 129  | 146  | 145  |

| 2021 | 2022 | - | - | - | - | - | - | - |
| ---- | ---- | - | - | - | - | - | - | - |
| 163  | 174  | - | - | - | - | - | - | - |

## Lieux et monuments
- La chapelle Saint-Antide construite en 1684, recensée dans la base Mérimée à la suite du récolement de 1986[20].

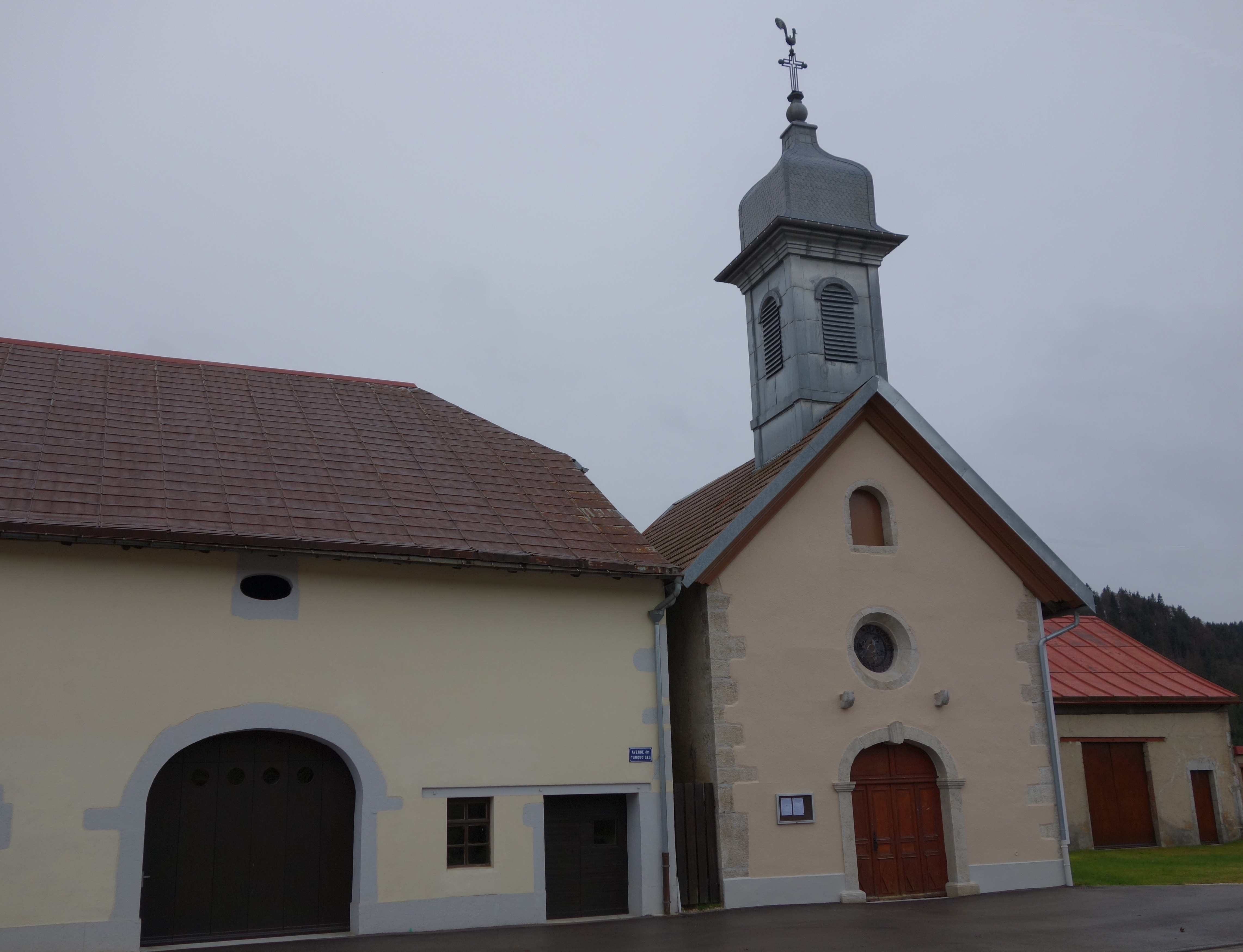
La chapelle Saint-Antide.

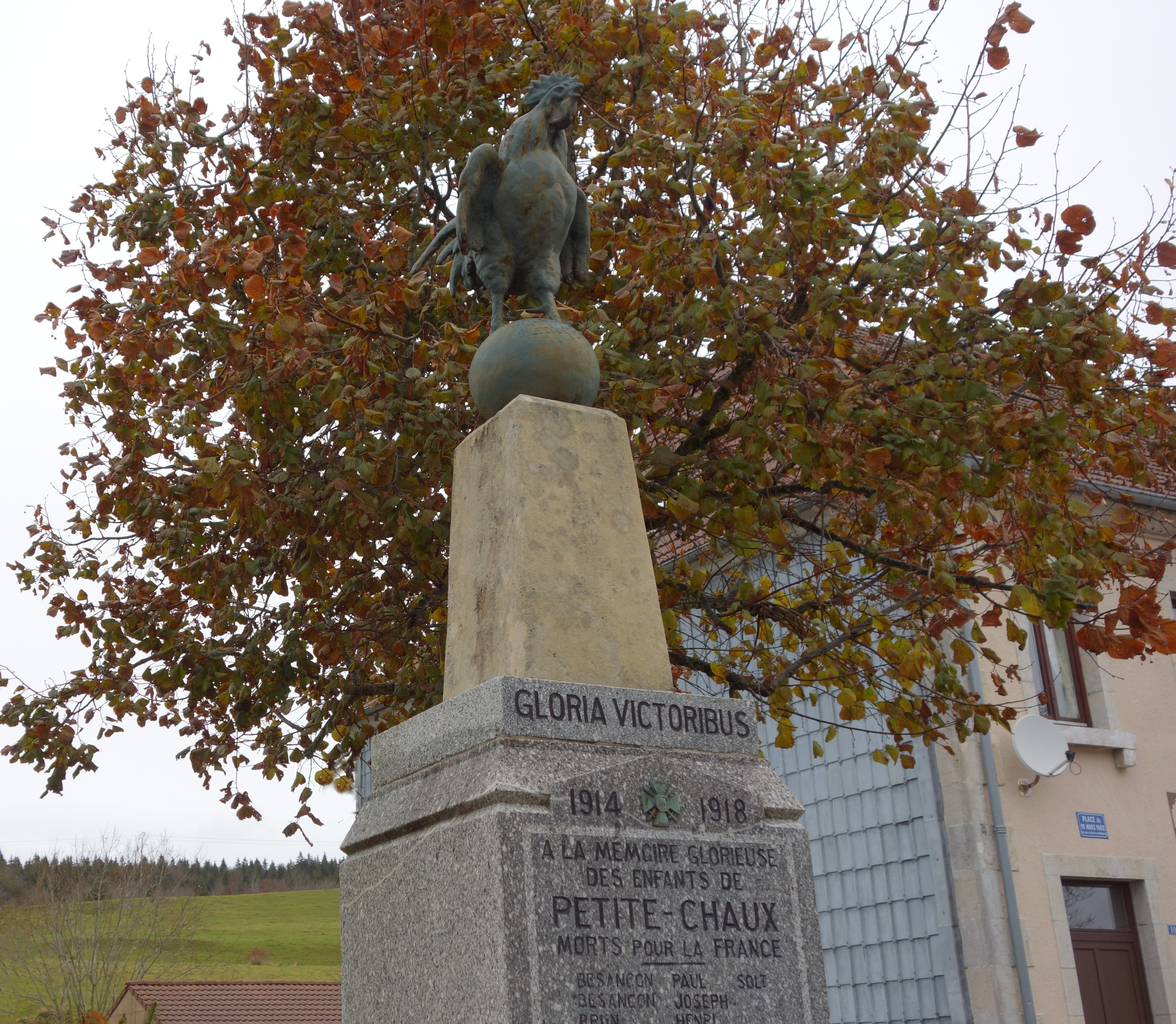
Le monument aux morts de Petite-Chaux

## Personnalités liées à la commune
- Claude Ferréol Pagnier (1828-1870), premier mort officiel de la guerre franco-allemande de 1870.